# Cratere Kepler (Marte)
Kepler è un cratere sulla superficie di Marte.
Il cratere è dedicato all'astronomo tedesco Giovanni Keplero.